# アンガス・チャールズ・グレアム
アンガス・チャールズ・グレアム FBA（Angus Charles Graham, A・C・グレアム, 1919年7月8日 - 1991年3月26日）は、イギリスの中国学者・哲学者。ロンドン大学東洋アフリカ研究学院（SOAS）名誉教授。中国名は葛瑞漢。

## 人物
1919年、商人の父のもとウェールズに生まれる。1925年から1928年まで、一家で英領マラヤ（マレーシア）に移住。1940年オックスフォード大学コーパス・クリスティ・カレッジを卒業。神学を専攻したが卒業後すぐに棄教。
第二次世界大戦中、日本語を習得しマラヤなどで通訳として従軍、退役時の階級は英国空軍中尉。
1946年、ロンドン大学東洋アフリカ研究学院（SOAS）に入学し中国学を専攻、1949年首席でB.A.取得、1953年二程の研究でPh.D.取得。以降、SOAS講師を経て、1971年教授、1984年名誉教授。SOAS以外にも香港大学、イェール大学、ミシガン大学、コーネル大学、シンガポールの東アジア哲学研究所、台湾の国立清華大学、ブラウン大学、ハワイ大学などに勤務した。
栄誉にスタニスラス・ジュリアン賞（1979年受賞）、イギリス学士院フェロー（1981年選出）。
李学勤とは1981年の訪英以来交流がある。

## 著作・学問
『荘子』の文献批評や哲学的考察を含む訳注のほか、墨弁や名家の中国論理学の研究、列子・鶡冠子・二程などの研究、中国語学・文献学の研究、唐詩の訳注、ウィトゲンシュタインらの流れをくむ非哲学史的著作などがある。西洋哲学史やデリダにも通じていた。主著はDisputers of the Tao（1989年）。
佐藤 2004によれば、グレアムはロジャー・T・エイムズやベンジャミン・I・シュウォルツと並ぶ主要な中国思想学者であり、著作の中国語訳もあるが、日本語訳はまだない。
2018年、記念論文集Having a Word with Angus Graham（カリーン・デフォールト; ロジャー・T・エイムズ共編）が刊行された。